# 都シティ 近鉄京都駅
都シティ 近鉄京都駅（みやこシティ きんてつきょうとえき）は、京都市下京区にある近鉄グループの都ホテルズ&リゾーツに加盟するホテルのひとつ。

## 概要
2011年10月に開業。近鉄京都駅の拡張工事に伴い、新設される4番のりば上空を利用する形で「ホテル近鉄京都駅」として建設された。
京都市内においては、都ホテルズ&リゾーツはウェスティン都ホテル京都（蹴上）と京都駅前の都ホテル 京都八条の両シティホテルを運営しているが、当ホテルは宿泊特化型ホテルとしての設計となっており、レストランは朝食ラウンジのみを設置している。客室はツインが主体となっている。全ての客室が線路に面している。
グループのホテルでは初めて女性支配人が起用されたホテルでもある。
2019年4月のブランド再編で、名称を「ホテル近鉄京都駅」から「都シティ 近鉄京都駅」に変更した。

## 周辺
- 都ホテル 京都八条
- 京都タワー
- PHP研究所本社
- イオンモールKYOTO

## 交通アクセス
- 西日本旅客鉄道（JR西日本）東海道本線（JR京都線・琵琶湖線）・奈良線・山陰本線（嵯峨野線）、東海旅客鉄道（JR東海）東海道新幹線、近鉄京都線、京都市営地下鉄烏丸線京都駅
- 各社バス京都駅
  - 近鉄八条口1階に入口あり